# 오디오북
오디오북(영어: audiobook) 또는 말하는 책(영어: talking book)은 북디자인이 아닌 녹음작업으로 만든 책을 말한다. 도서관에서 자원봉사자들의 도움을 받아 시각장애인들을 위해서 녹음한 책이 오디오 북에 속한다. 최근에는 많은 업체들이 일반인을 대상으로 한 판매사업도 활발히 일어나고 있다.
보통은 CD, 카세트 테이프, 다운로드할 수 있는 디지털 포맷 (MP3 및 WMA)로, 최근에는 디지털 기술의 급속한 발달로 미리 로드된 디지털 형태로 배포된다.
미국에서는 오디오북이 전체 출판물 시장의 10%를 차지하는 등 갈수록 늘어나는 추세이다. 게다가 미국의 대표적 음악상인 그래미상에서도 일반·코미디·어린이용 등 세 개의 경쟁부문이 생겨날 정도로 시장이 확장되었다.
한국에서도 2000년 이후 오디오북 시장이 활발해지기 시작하면서 오디오북 전문업체가 생겨나고, 심지어 '책 읽어주는 사람'을 뜻하는 '북텔러(book teller)'가 신종 직업으로 등장하기까지 하였다.

## 같이 보기
- 라디오 드라마